# Aneomochtherus cythereius
Aneomochtherus cythereius là một loài ruồi trong họ Asilidae. Aneomochtherus cythereius được Tsacas miêu tả năm 1965. Loài này phân bố ở vùng Cổ Bắc giới.